# Đông Chu Vũ công
Đông Chu Vũ công (chữ Hán: 東周武公; ? - ?) họ Cơ còn tên thật là gì không rõ, là con của Đông Chu Chiêu Văn quân và là vị quân chủ thứ ba của nước Đông Chu thời Chiến Quốc trong lịch sử Trung Quốc.
Không rõ thời gian ở ngôi của ông. Sau khi Đông Chu Vũ công qua đời, con là Đông Chu Văn quân lên kế vị.